# Assemblée des Tatars de Crimée

Drapeau des Tatars de Crimée (Qırımtatar bayrağı ou Kök bayraq).

L'Assemblée des Tatars de Crimée, officiellement Majlis, c'est-à-dire Assemblée (tatar de Crimée : Къырымтатар Миллий Меджлиси, K"yrymtatar Millii Medzhlisi or Qırımtatar Milliy Meclisi ; ukrainien : Меджлiс Кримськотатарського Народу, Medzhlis Krims'kotatars'koho Narodu), est une structure représentative des Tatars de Crimée, située à l'origine à Simferopol,. 
En 2014, après la révolution ukrainienne de février 2014, les Tatars de Crimée reçoivent une garantie de leurs droits au sein de l’État ukrainien malgré l'annexion et le statut représentatif du Majlis est confirmé. En juillet 2014, après la crise de Crimée et le rattachement de la Crimée à la Russie, le siège de l'assemblée est délocalisé à Henitchesk. En septembre 2014, le chef de la république de Crimée, Sergueï Aksionov, déclare que la structure n'avait « aucun fondement juridique ».
En février 2016, le parquet russe étudie une demande d'interdiction sur le territoire russe de l'organisation, motivée par les déclarations de son dirigeant en exil Refat Choubarov qui ne reconnaît pas l'annexion de la Crimée par la Russie et est favorable au blocus économique de la Crimée par l'Ukraine. Le 13 avril 2016, en attendant la décision de la Cour suprême de Crimée sur l'interdiction de l'Assemblée des Tatars de Crimée, celle-ci est suspendue et toutes ses activités interdites par la procureure générale de Crimée au titre de la lutte contre l'extrémisme,.

## Historique

### 1991 - 2013

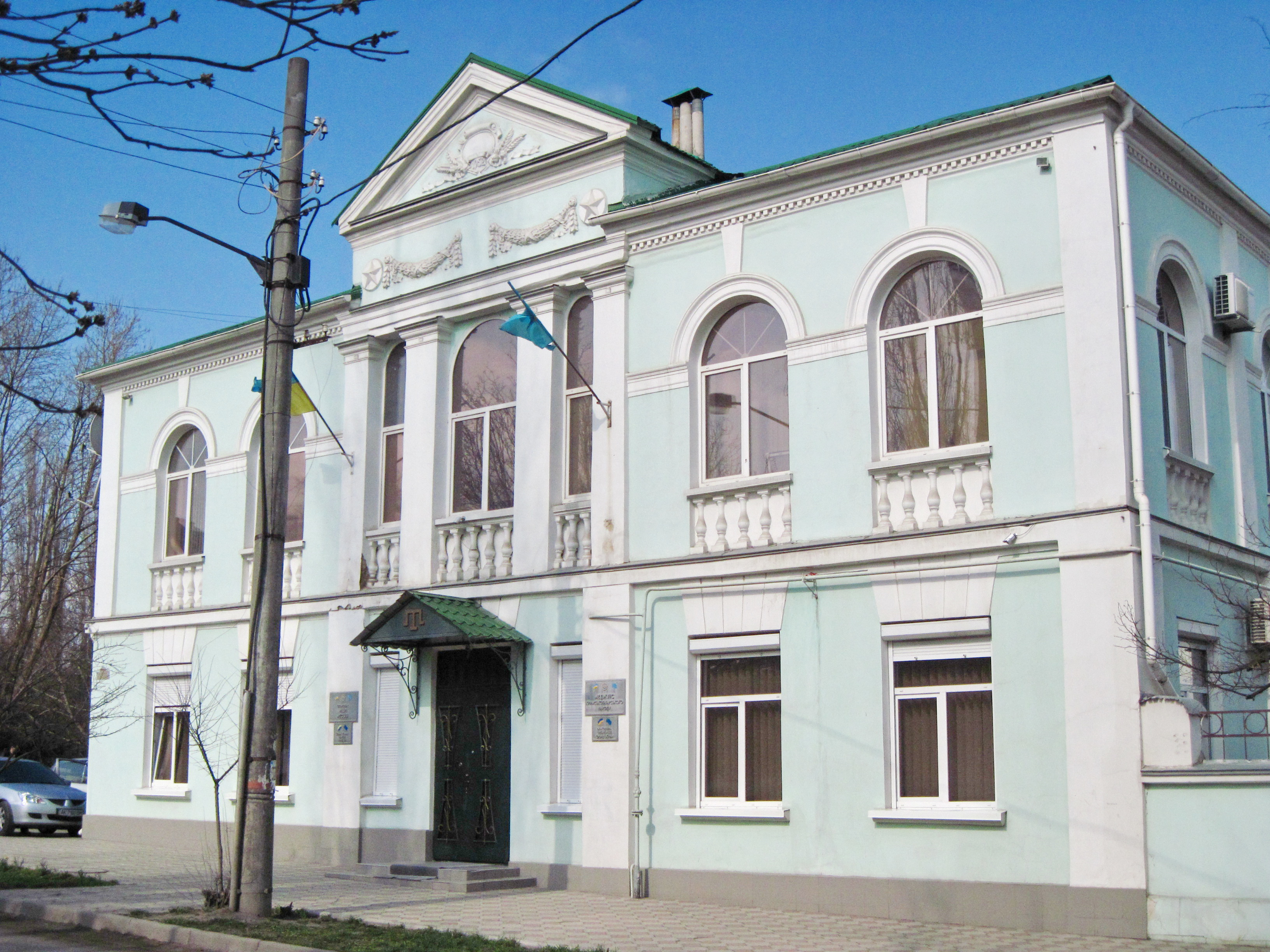
Bâtiment du Majlis à Simferopol, confisqué par les autorités russes après l'annexion de la Crimée par la Russie.

Le Majlis est fondé en 1991 lors du second congrès du Kurultaï du peuple tatar de Crimée. Selon les conditions fixées par le Kurultaï, le Majlis est défini comme « le plus haut organe représentatif des Tatars de Crimée, dont les membres sont des délégués du Kurultaï élus par le Kurultaï ».

### Euromaïdan
Pendant les évènements d'Euromaïdan, le Majlis prend officiellement part aux demandes de démission immédiate du gouvernement et d'organisation d'élections anticipées, et envoie aussi à Kiev quelques centaines de ses partisans pour prendre part aux manifestations. De plus, le Majlis met au ban la Rada de Crimée, partie prenante de « la demande du Parti des régions d'une décision comprenant l'exigence de l'application de l'état d'urgence et de la répression par la force des manifestations pacifiques ».

### Lors de l'annexion de la Crimée par la Russie
En février 2014, le Majlis manifeste son opposition au rattachement de la Crimée à la Russie, en particulier avant le début des opérations de l'armée russe sur la presqu'île.
En mars 2014, le président de l'organisation, Refat Tchoubarov, fait un communiqué contre la tenue d'un référendum sur le rattachement de la Crimée à la Russie, appelant les Tatars de Crimée et les autres habitants à le boycotter, et au cours d'un discours sur ce sujet, condamne résolument le rattachement de la Crimée à la Russie, le caractérisant d'acte d'agression de la part de la Russie et d'annexion.
Par la suite, la présidence du Kurultaï critique aussi ouvertement la politique des nouvelles autorités de Crimée relative au peuple tatar.

### Au cours du blocus de la Crimée par l'Ukraine
Les représentants du Majlis sont l'un des principaux instigateurs du blocus alimentaire de la Crimée, qui commence le 20 septembre 2015 avec le blocage des camions de marchandises ukrainiens de l'oblast de Kherson. Le président du Majlis, Refat Tchoubarov, explique que le but du blocus est d'« influencer les autorités d'occupation pour qu'elles arrêtent la répression exercée quotidiennement sur notre peuple et pour qu'elles relâchent les otages politiques » (quelques activistes tatars de Crimée, dont Oleh Sentsov et Alexandre Kolchenko). Ensuite, Tchoubarov affirme également que l'étape suivant le blocus alimentaire peut être de couper l'alimentation en électricité de la presqu'île en provenance de l'Ukraine. Par la suite, Lenour Islyamov (ru), membre du Majlis, déclare que « plus tard, un blocus maritime sera organisé, ce qui mènera la Crimée à l'isolation totale ». Ensuite, le président du Majlis déclare que le blocus est « une initiative individuelle, dont des membres de la présidence du Majlis, mais que cela n'avait pas de relation avec le Majlis lui-même ».

## Présidents
- Moustafa Djemilev
- Refat Tchoubarov

## Revendications
Les membres de cette assemblée demandent la création d'une entité autonome des Tatars en Crimée et le rétablissement des noms en langue tatare des lieux de la péninsule.